# بودن یا نبودن (نمایشنامه)
بودن یا نبودن نمایشنامه‌ای از محمد چرمشیر است، که در سال۱۳۷۲ نوشته شده و در سال ۱۳۸۱ توسط کارگاه تئاتر ایران با همکاری شبکه آفتاب کیش به‌چاپ رسیده است، این نمایشنامه در سال ۱۳۷۲ و ۱۳۷۳ با کارگردانی آتیلا پسیانی به‌روی صحنه رفته است.